# First Class cricket
Il First Class cricket è una delle forme in cui viene praticato il gioco del cricket.

## Descrizione
Si tratta della forma più antica e che maggiormente rispetta le caratteristiche originarie del gioco, per questo viene considerata più prestigiosa delle forme di Limited Overs cricket (LO). All'interno di questa tipologia di gioco rientra il test cricket ovvero la forma più pura e prestigiosa del gioco.
Un incontro di First Class cricket (FC) deve necessariamente soddisfare in modo inequivocabile determinate caratteristiche affinché possa definirsi tale:
- L'incontro deve rispettare le Leggi del cricket.
- La durata delle partite deve essere di almeno tre giorni (si intende la durata programmata, la partita può concludersi anche in anticipo nel caso una delle due squadre riesca a prevalere agevolmente sull'altra).
- Le squadre devono essere composte da 11 giocatori ciascuna
- Ognuna delle due squadre deve avere a disposizione due innings in battuta (e di conseguenza due innings al lancio)
- L'incontro deve essere riconosciuto come FC cricket da entrambi i contendenti e dall'International Cricket Council
- Deve essere disputato in uno stadio che goda del First Class Status su un campo di erba naturale, non sono ammessi manti sintetici.

Poiché l'International Cricket Council ha definito con esattezza il FC cricket solo in una riunione del 19 maggio 1947 c'è parecchia ambiguità sullo status delle varie partite disputate in precedenza all'emanazione delle regole. Una precedente normativa stabilita nel 1895 dal Marylebone Cricket Club forniva una definizione diversa di FC cricket e la cosa crea confusione tra gli appassionati e gli storici del cricket.

## Campionati nazionali
Nei paesi full member si disputa un campionato nazionale di First Class cricket.
| Nazione                       | Campionato                                                | Organizzatore                         | Inizio                  |
| ----------------------------- | --------------------------------------------------------- | ------------------------------------- | ----------------------- |
| Sudafrica                     | Sunfoil Series CSA Provincial Competitions                | Cricket South Africa                  | 1889-90 2004-05         |
| Inghilterra                   | County Championship                                       | England and Wales Cricket Board       | 1890                    |
| Australia                     | Sheffield Shield                                          | Cricket Australia                     | 1892-93                 |
| Zimbabwe                      | Logan Cup                                                 | Zimbabwe Cricket                      | 1903-04                 |
| Nuova Zelanda                 | Plunket Shield                                            | New Zealand Cricket                   | 1906-07                 |
| India                         | Ranji Trophy Irani Cup Duleep Trophy                      | Board of Control for Cricket in India | 1934 1959 1961–62       |
| Sri Lanka                     | Premier Trophy                                            | Sri Lanka Cricket                     | 1938                    |
| Pakistan                      | Quaid-i-Azam Trophy President’s Trophy Pentangular Trophy | Pakistan Cricket Board                | 1953-54 1960–61 1973–74 |
| Indie Occidentali Britanniche | Regional Four Day Competition                             | West Indies Cricket Board             | 1965                    |
| Bangladesh                    | National Cricket League Bangladesh Cricket League         | Bangladesh Cricket Board              | 1999-00 2012-13         |